# Léon Charlier
Léon Henri Jules Charlier (ur. 27 października 1902 w Waremme, zm. ?) – belgijski zapaśnik walczący w stylu wolnym. Dwukrotny olimpijczyk. Zajął szóste miejsce w Amsterdamie 1928 i dziesiąte w Berlinie 1936. Startował w kategorii ponad 87 kg
Wicemistrz Europy w 1930, 1931 i 1933; szósty w 1934 roku.

## Letnie Igrzyska Olimpijskie 1928
| Konkurencja       | Rundy eliminacyjne   | Klas. końcowa |
| Konkurencja       | Przeciwnik I         | Miejsce       |
| ----------------- | -------------------- | ------------- |
| +87 kg styl wolny | Henri Wernli (SUI) P | 6.            |

## Letnie Igrzyska Olimpijskie 1936
| Konkurencja       | Rundy eliminacyjne   | Rundy eliminacyjne    | Klas. końcowa |
| Konkurencja       | Przeciwnik I         | Przeciwnik II         | Miejsce       |
| ----------------- | -------------------- | --------------------- | ------------- |
| +87 kg styl wolny | Mehmet Çoban (TUR) P | Josef Klapuch (TCH) P | 10.           |